# Zalduendo (Burgos)
Zalduendo es una localidad perteneciente al municipio de Arlanzón, situada en la provincia de Burgos, a 20 km de la capital de la provincia, con una población aproximada de 60 vecinos.

## Situación administrativa
En las elecciones municipales de 2023 para la Entidad Local Menor concurrieron dos candidaturas: Juan Luis Gil Múgica (Partido Popular) optando a la reelección y Sonia Arciniega Sainz (VOX), resultando la candidatura de Sonia Arciniega Sainz como ganadora.

## Demografía
| Gráfica de evolución demográfica de Zalduendo entre 1842 y 1970 |
| |
| Población de derecho según los censos de población del INE Población de hecho según los censos de población del INEEntre el censo de 1981 y el anterior, este municipio desaparece porque se integra en el municipio Arlanzón. |

## Deportes
Tiene unas grandes campas donde se practican varios deportes, entre ellos fútbol, golf y también los aficionados vuelan cometas de tracción.
Tiene un potencial de viento impresionante que hace que se desarrollen actividades como las concentraciones internacionales de buggys y cometas de tracción cada mes de junio, coincidiendo siempre con las fiestas de esta localidad en el día de San Bernabé.
Este tipo de eventos relacionados con las cometas de tracción ha convertido a Zalduendo en uno de los lugares más importantes en toda España para la práctica de este deporte de velocidad y adrenalina.
Existen multitud de clubes relacionados con el viento que visitan con frecuencia el lugar, 'Viento Norte' (club de cometas de tracción) contribuye a mantenerlo en un estado óptimo.
También el parapente es una práctica cuando el viento de la zona lo permite.

## Turismo
La población se está convirtiendo en un punto turístico de la comarca, gracias a su inmejorable situación. Senderos como la Vía Verde o el Camino de Santiago discurren por el municipio. Su proximidad a Atapuerca, con sus yacimientos y cuevas declaradas Patrimonio de la Humanidad por la Unesco. También destacan sus amplios campos por los que trascurre el río Arlanzón en su trayecto hasta Burgos, donde se sitúa el entorno del Molino de Villalbura, con un parque y merendero fluvial. Todo esto se recoge en la web municipal de Turismo Zalduendo Archivado el 28 de diciembre de 2021 en Wayback Machine..